# Cucq
Cucq (ndl. Kuuk) ist eine französische Gemeinde mit 5165 Einwohnern (Stand: 1. Januar 2022) im Département Pas-de-Calais in der Region Hauts-de-France. Sie gehört zum Arrondissement Montreuil und zum Kanton Étaples. Die Einwohner werden Cucqois genannt.

## Geografie
Die Gemeinde Cucq liegt an der Trichtermündung der Canche in den Ärmelkanal, gegenüber der Stadt Étaples Sie ist vor allem für sein Seebad Stella-Plage an der Opalküste des Ärmelkanals bekannt. Zur Gemeinde gehören neben dem Stranddorf und dem eigentlichen Ort Cucq noch das Dorf Trepied. Umgeben wird es im Norden von Le Touquet-Paris-Plage, im Osten von Saint-Josse und im Süden von Merlimont.

## Geschichte
2012 wurde die Gemeinde nach Überschwemmungen und Murgängen fast vollständig zerstört. 

## Bevölkerungsentwicklung
| Jahr                       | 1962 | 1968 | 1975 | 1982 | 1990 | 1999 | 2006 | 2016 | 2022 |
| -------------------------- | ---- | ---- | ---- | ---- | ---- | ---- | ---- | ---- | ---- |
| Einwohner                  | 3323 | 3883 | 4154 | 4373 | 4299 | 4912 | 5208 | 5120 | 5165 |
| Quellen: Cassini und INSEE |      |      |      |      |      |      |      |      |      |

## Sehenswürdigkeiten

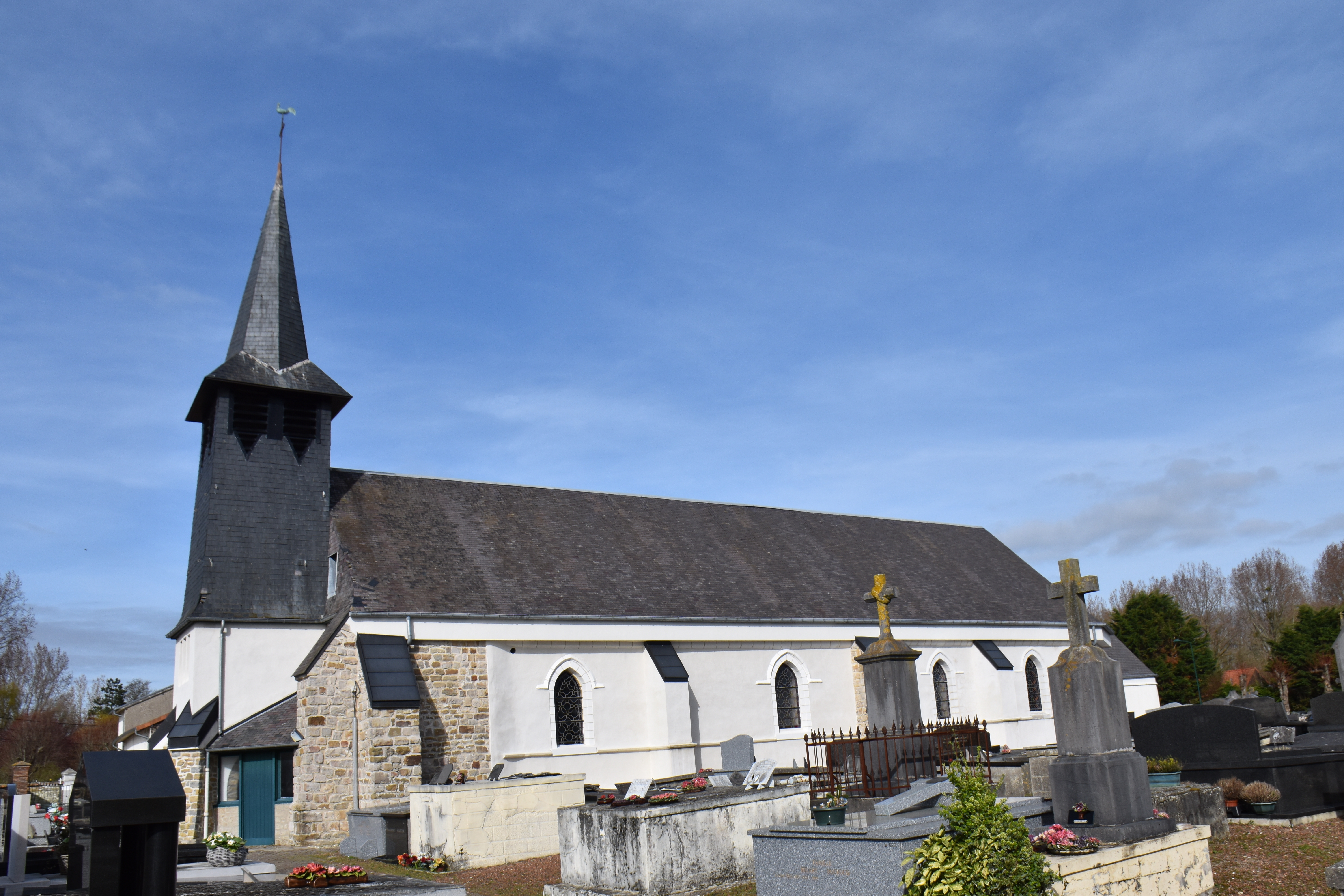
Kirche Notre-Dame-du-Réconfort
- Kirche Sainte-Thérese-de-l’Enfant-Jésus
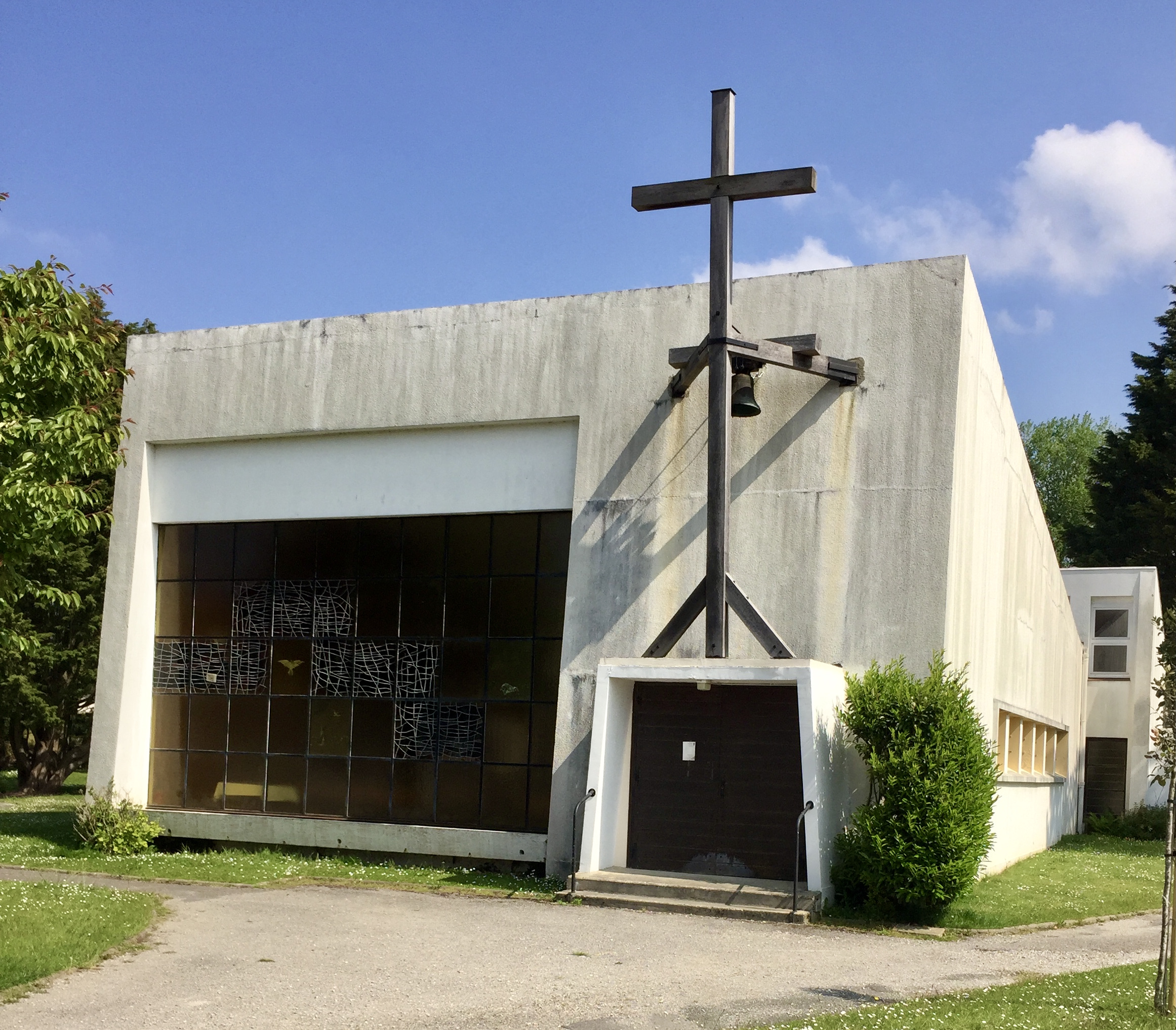
Kapelle Notre-Dame im Ortsteil Trépied
- Polnische Kapelle Stella-Maris
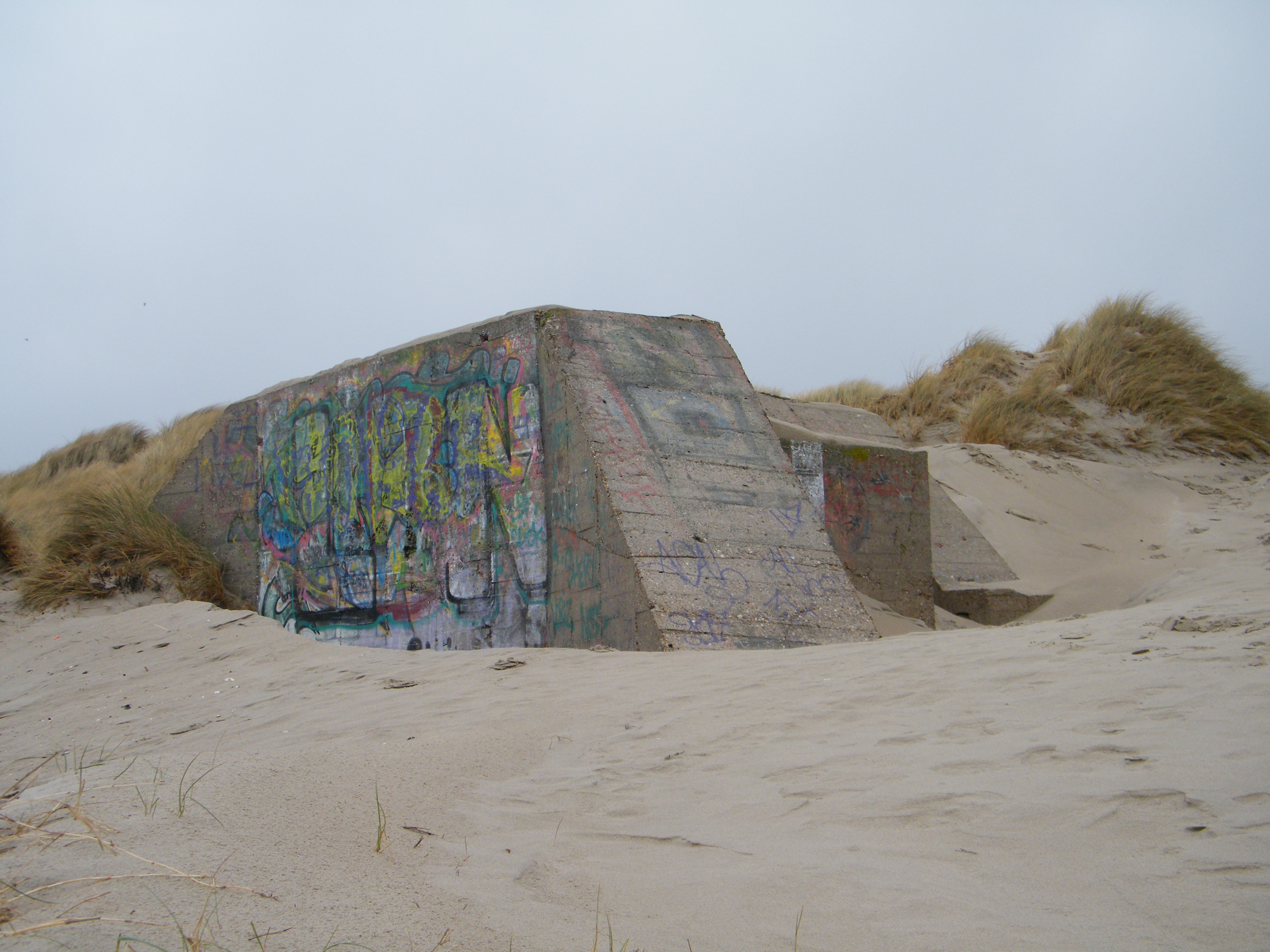
Reste des Atlantikwalls
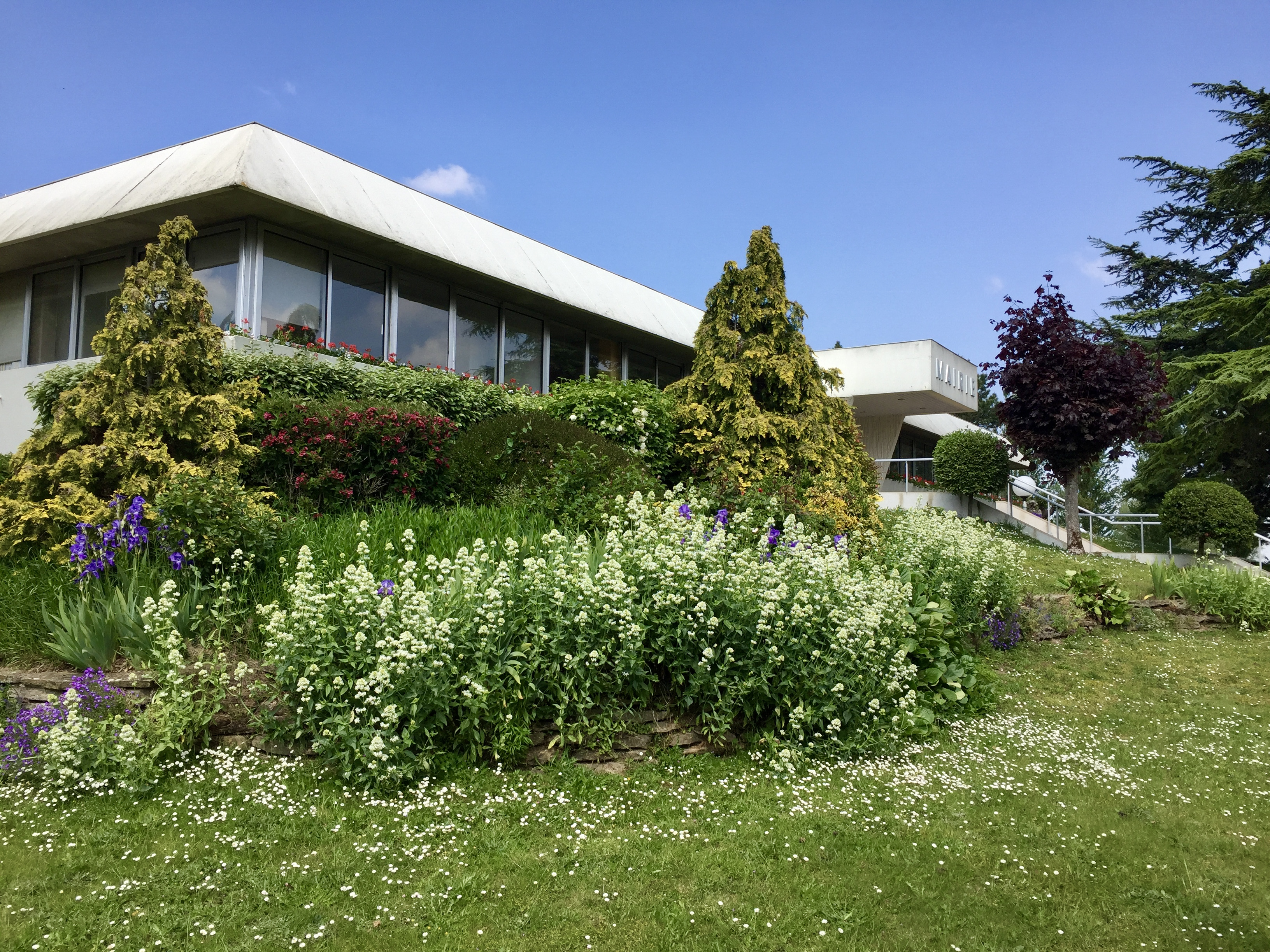
Mairie Cucq
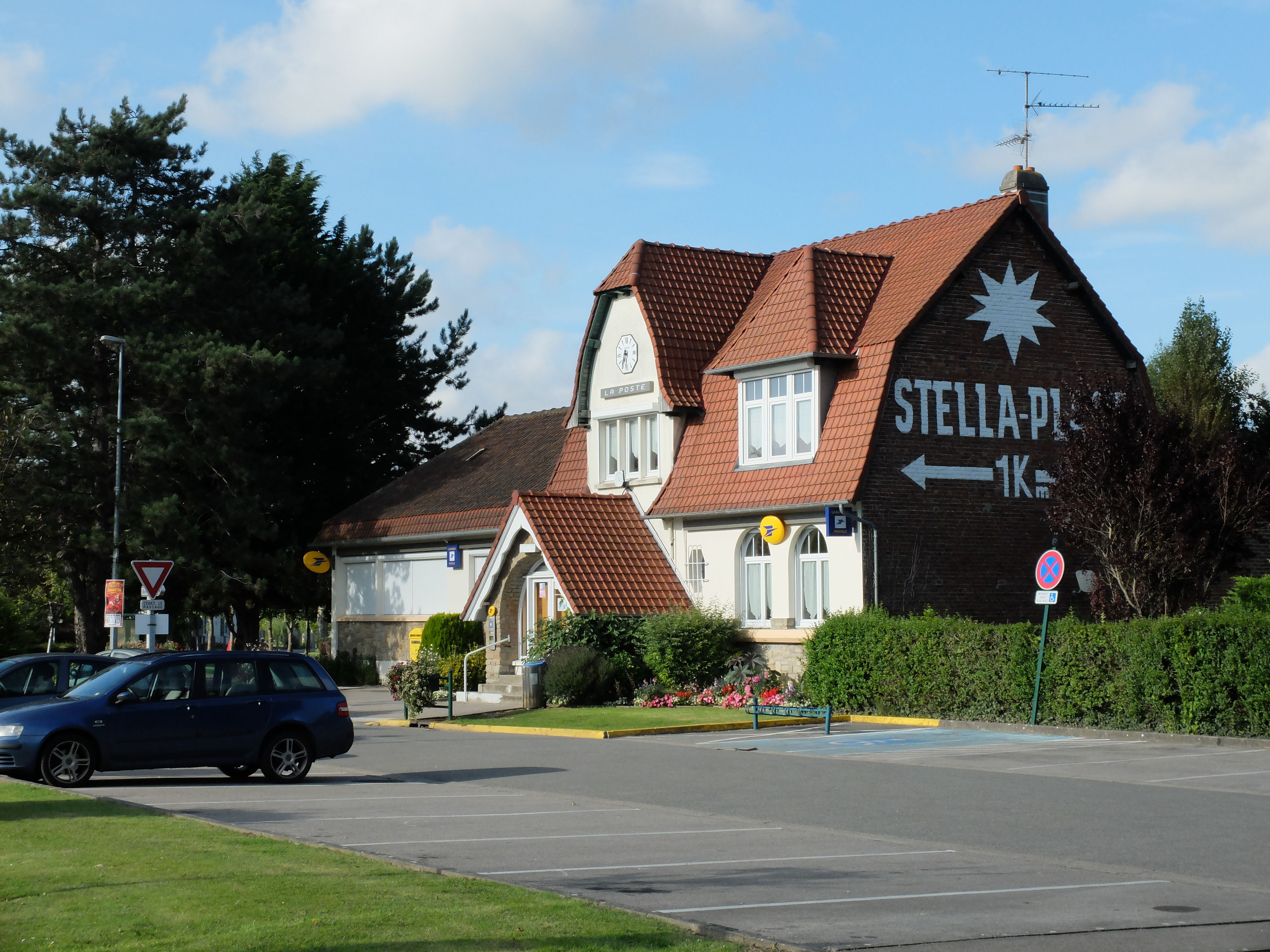
Postamt
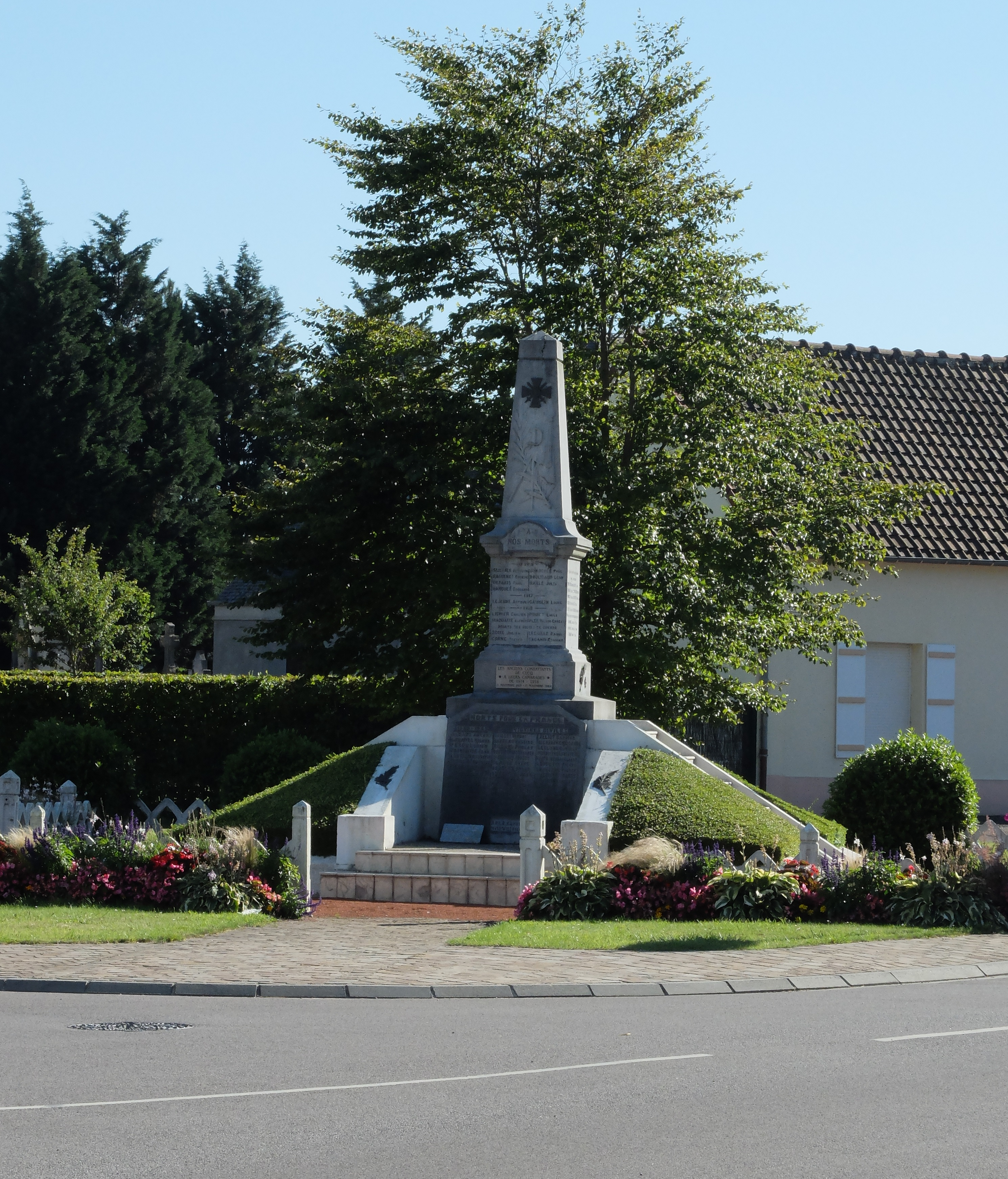
Gefallenendenkmal

- Kirche Notre-Dame-du-Réconfort
- Kapelle Notre-Dame
- Ehemaliger Bunker des Atlantikwalls
- Mairie Cucq
- Postamt
- Gefallenendenkmal

## Persönlichkeiten
- Henri Attal (1936–2003), Schauspieler
- Ophélie David (* 1976), Skiakrobatin, Weltmeisterin 2007
- Matthieu Bataille (* 1978), Judoka
- Pauline Parmentier (* 1986), Tennisspielerin
- Alexandre Cuvillier (* 1986), Fußballspieler
- Benjamin Leroy (* 1989), Fußballspieler
- Pauline Crammer (* 1991), Fußballspielerin